# هیچ‌چیز مشترک
هیچ‌چیز مشترک (به انگلیسی: Nothing in Common) فیلمی محصول سال ۱۹۸۶ و به کارگردانی گری مارشال است. در این فیلم بازیگرانی همچون تام هنکس، جکی گلیسون، اوا ماری سنت، هکتور الیزوندو، بری کوربین، بس آرمسترانگ، سلا وارد ایفای نقش کرده‌اند.